# Фреден (острів)
Фреден (рос. Фреден) — острів в Північному Льодовитому океані, у складі архіпелагу Земля Франца-Йосифа. Адміністративно належить до Приморського району Архангельської області Росії.

## Географія
Острів знаходиться у східній частині архіпелагу, входить до складу Білої Землі. Розташований на південний захід від острова Єва-Лів, від якого відокремлений протокою Сарса.
Острів повністю вкритий льодом.

## Історія
Острів відкритий 1895 року полярним дослідником Фрітьйофом Нансеном під час експедиції 1893–1896 років і названий на німецького спеціаліста Вільгельма Фредена.